# Xã Fairmount, Quận Leavenworth, Kansas
Xã Fairmount (tiếng Anh: Fairmount Township) là một xã thuộc quận Leavenworth, tiểu bang Kansas, Hoa Kỳ. Năm 2010, dân số của xã này là 8.788 người.